# Mořičov
Mořičov (německy Möritschau) je malá vesnice, část města Ostrov v okrese Karlovy Vary v Karlovarském kraji. Nachází se asi tři kilometry východně od Ostrova. Prochází zde silnice II/221. Mořičov je také název katastrálního území o rozloze 8,17 km². V katastrálním území Mořičov leží i Liticov.

## Historie
První písemná zmínka o vesnici pochází z roku 1525.

## Obyvatelstvo
Při sčítání lidu v roce 1921 zde žilo 235 obyvatel (z toho 110 mužů), z nichž byl jeden Čechoslovák, 299 Němců a pět cizinců. Kromě pěti evangelíků se hlásili k římskokatolické církvi. Podle sčítání lidu z roku 1930 měla vesnice 231 obyvatel: devět Čechoslováků, 219 Němců a tři cizince. Většina jich byla římskými katolíky, ale dva patřili k církve československé a tři k církvi izraelské.
| Rok            | 1869 | 1880 | 1890 | 1900 | 1910 | 1921 | 1930 | 1950 | 1961 | 1970 | 1980 | 1991 | 2001 | 2011 | 2021 |
| -------------- | ---- | ---- | ---- | ---- | ---- | ---- | ---- | ---- | ---- | ---- | ---- | ---- | ---- | ---- | ---- |
| Počet obyvatel | 246  | 232  | 240  | 263  | 272  | 235  | 231  | 161  | 116  | 73   | 58   | 54   | 57   | 67   | 68   |
| Počet domů     | 33   | 39   | 34   | 40   | 37   | 38   | 42   | 44   | 23   | 17   | 16   | 21   | 19   | 23   | 22   |

## Obecní správa
Při sčítání lidu v letech 1869–1950 Mořičov byl samostatnou obcí, se kterým patřil nejprve do okresu Jáchymov, ale v roce 1950 v okrese Karlovy Vary-okolí. Od roku 1964 je částí města Ostrov v okrese Karlovy Vary. V letech 1869–1950 k obci patřil Liticov.

## Pamětihodnosti
Jihozápadně od vesnice stojí zřícenina barokního loveckého zámečku z první poloviny osmnáctého století.